# Casa do Arco (Vila Real)
A Casa do Arco, também conhecida como Casa ou Palácio dos Marqueses de Vila Real, é um solar de origem quinhentista, na cidade de Vila Real.

## Arquitetura e História
A origem do solar está intimamente ligada à História de Vila Real, pois o edifício foi residência dos mais importantes nobres e fidalgos da cidade: os condes, e depois marqueses, de Vila Real (que foram também duques de Vila Real e de Caminha, além de condes de Alcoutim, Ourém, Valença e Viana), um título criado em 1424 a favor de D. Pedro de Meneses, 1.º capitão de Ceuta.

### Palácio dos Meneses, Marqueses de Vila Real (sécs. XV-XVII)
Assim, embora se desconheça o período exato da construção do solar, as datas da concessão do título de conde e depois marquês de Vila Real, e as janelas manuelinas do edifício, apontam para este já ser residência dos referidos titulares desde, pelo menos, o 1.º quartel do século XVI.
O solar está situado no centro da cidade de Vila Real, e é composto por duas fachadas. A mais antiga, quinhentista, é a fachada principal, voltada para a Avenida Carvalho Araújo, sendo que na retaguarda há uma segunda fachada, de construção provavelmente datando dos séculos XVII e XVIII, voltada para a Rua António Azevedo.
A fachada quinhentista tem dois andares, com quatro janelas, sendo que as do meio são geminadas ao estilo manuelino - aliás, um dos únicos vestígios do manuelino em Vila Real - e na escultura das mesmas destaca-se uma notável arquitetura de arcos. No topo das janelas está uma coroa de louros, no meio da qual se encontra gravada, em vez de um brasão, a palavra “Aleeo” ou "Aleo", símbolos da família dos Menezes de Vila Real. 
"Aleeo" significa pau ou cajado e a palavra ficou associada a D. Pedro de Meneses, 1.º donatário de Ceuta, que conseguiu manter a posse da praça, face aos constantes ataques dos mouros. O seu cajado ainda se mantém em Ceuta, na Capela de Nossa Senhora de África. Segundo a lenda, logo após a conquista de Ceuta, D. Pedro estava com o seu cajado, jogando à choca ou reca - uma espécie de precursor do hóquei - quando foi interpelado por D. João I, que o incumbiu de defender a cidade. Apesar dos poucos homens de armas disponíveis na altura, D. Pedro de Meneses teria respondido: "Apenas com este 'aleeo', defenderei a praça".
(Uma outra possível interpretação é tratar-se da expressão latina 'aleo', significando 'eu jogo', como aceitação por D. Pedro de Meneses do cargo que lhe havia sido atribuído pelo monarca).
Os dois símbolos da família Meneses - o "aleeo" e a coroa de louros - seriam mais tarde adoptados na heráldica de Vila Real, passando a fazer parte do seu brasão.
O cume da fachada principal do solar possui ameias, o que explica uma das designações alternativas do edifício, a de Casa da Torre, devido à forma de torre que apresenta. 
A designação do solar como Casa do Arco deriva de, desde a época da sua construção, sobre uma rua contígua, denominada Rua do Arco, ter existido um arco de granito, com uma capela da invocação de Nossa Senhora do Loreto, onde se celebrava missa que a população ouvia a partir da rua. Esse arco e capela seriam porém demolidos pela Câmara de Vila Real, em 18 de outubro de 1856, para desafrontar a dita rua.

### Residência dos Vaz Guedes Pereira Pinto, Morgados do Arco (sécs. XVII-XIX)
A fachada da retaguarda do edifício, mais recente, tem cinco janelas emolduradas com granito e um brasão com as armas da família Vaz Guedes Pereira Pinto sendo, assim, posterior à década de 1630.
A casa e os títulos dos marqueses de Vila Real seriam extintos em 1641, sob a acusação de o último marquês e seu filho terem organizado uma conjura contra o rei D. João IV. Foram ambos executados, e os respectivos bens confiscados pela coroa, para com eles criar a Casa do Infantado.  
Mas antes dessa data, em 20 de dezembro de 1634, o alcaide-mor de Ervededo, Gonçalo Vaz Pinto Guedes, havia assinado com D. Luís de Meneses, o referido último marquês de Vila Real, uma escritura de emprazamento do que era então o palácio dos Marqueses de Vila Real. A partir desse ano, a Casa do Arco passaria, assim, a ser a residência dos Vaz Guedes Pereira Pinto - ou seja, a família do renomado humanista da primeira metade do século XVI, Frei Diogo de Murça - depois senhores do Morgado do Arco.
A Casa do Arco permaneceria na posse dessa família, seguindo quase sempre a via primogénita de sucessão do respectivo morgadio, até finais do século XIX. Durante esse período, houve uma só quebra dessa regra, no início do século XVIII, na transmissão do vínculo do 3.º para o 4.º morgado do Arco, em que o primogénito herdou apenas, por via materna, o Morgado de São Nicolau de Alcongosta (que depois passaria, por matrimónio, aos senhores do morgado e Solar de Santo António de Favaios).
Depois de 1885, os herdeiros do 7.º e último morgado do Arco e também senhor da honra de Barbosa, D. Miguel Vaz Guedes de Ataíde Azevedo e Brito Malafaia, venderam o solar.
Antes disso, em 1834, após dois séculos de renovações sucessivas do prazo pela Coroa, a Casa do Arco já havia passado para a plena posse da família Vaz Guedes Pereira Pinto, por remissão de fôro.

### Na atualidade
No século XX, o edifício foi sede do Club de Vila Real e, já no século XXI, em 2013, foram empreendidas obras de restauração no solar - a cargo da Região de Turismo do Douro e do Marão, que o adquiriu em 2001 - com aprovação da Câmara de Vila Real.
Junto ao 1.º andar, está atualmente instalado o Posto de Turismo da cidade.